# Тувалу (народ)
Тува́лу — коренное население островов Тувалу. Численность — 7000 чел. на Тувалу и 3000 чел. на островах Лайн, Кирибати, Науру и Фиджи. Язык — тувалу (тувалуанский). Диалекты — северный (о. Нанумеа), близок тонганскому, южный (о. Ваитупу). Население о. Нуи говорит на языке кирибати. Есть письменность. Верующие — протестанты-конгрегационалисты.
В XV—XVI вв. тувалуанцы мигрировали с Самоа. «Короля» избирал совет аристократов. Общество состояло из «больших семей» (каинга). Каждая каинга имела общинный дом. Сейчас большое значение приобретает малая семья.
На о-вах Тувалу развиты культы предков, почитание черепов. Имеются храмы (самые главные сосредоточены на о. Ниутао), каменные идолы. Легенды в основном — о дальних морских походах.